# Human Being (Seal)
Human Being is het derde album van de Engelse singer-songwriter Seal. Het album werd net als de twee voorafgaande albums geproduceerd door Trevor Horn.
Human Being werd een minder groot succes dan Seals eerste twee albums. In Nederland leidde het album niet tot hits en ook het album zelf kwam niet in de album top 100.
Na Human Being zou Seal een lange pauze nemen; pas in 2003 bracht hij een nieuw album uit, toepasselijk genaamd Seal IV.

## Nummers
1. Human beings
2. State of grace
3. Latest craze
4. Just like you said
5. Princess
6. Lost my faith
7. Excerpt from
8. When a man is wrong
9. Colour
10. Still love remains
11. No easy way
12. Human beings (reprise)